# Maram Kairé
Maram Kairé, né à Dakar en 1978, est un astronome sénégalais, dont le nom a été attribué à l'astéroïde (35462) Maramkaire.

## Enfance, éducation et débuts
Maram Kairé est né à Dakar en 1978.
Enfant, il se passionne pour l'astronomie, qu'il apprend en autodidacte, et se construit lui-même un télescope. Il ne lui est toutefois pas permis de poursuivre ses études dans ce domaine.
Entre 1997 et 1998, il fait des études de BTS en informatique et gestion, à l'École supérieure polytechnique de Dakar. Il poursuit des études d'ingénierie informatique en France, à l'École supérieure de génie informatique (ESGI), du groupe ESG Management School, de 1998 à 2002, à la fin desquelles années, il obtient le titre d'ingénieur, avec la spécialité « systèmes & réseaux ».

## Carrière
Maram Kairé est nommé le 29 mars 2023, directeur général de l'Agence sénégalaise d'études spatiales (ASES), créée à la même date. Il est ainsi le premier directeur de l'agence spatiale du Sénégal.
Il est président de l'Association sénégalaise de promotion de l'astronomie fondé en 2006. Il a également effectué des missions pour la NASA au Sénégal,.

## Projets scientifiques
En 2023, Maram Kairé participe au développement de GAINDESAT-1A, un satellite sénégalais dédié à la surveillance environnementale.

## Honneurs et récompenses
Maram Kairé est fait chevalier de l'ordre national du Lion du Sénégal le 24 février 2020, puis au grade de Commandeur le 21 mars 2023.
Depuis le 14 mai 2021, l'astéroïde (35462) Maramkaire porte son nom. Il est le premier Sénégalais à donner son nom à un astéroïde,.
Le 27 mai 2023, Maram Kairé devient le premier Africain à recevoir le prix Marcel-Moye de la Société astronomique de France, en reconnaissance de son travail pour le développement de l'astronomie et des sciences spatiales au Sénégal et en Afrique mais également pour la réussite des campagnes d'observation d'occultations qu'il a menées pour le compte de la NASA au Sénégal en 2018, 2020 et 2021.